# Saint-Setiers
Saint-Setiers település Franciaországban, Corrèze megyében. Lakosainak száma 266 fő (2022. január 1.). Saint-Setiers Féniers, Millevaches, Peyrelevade és Sornac községekkel határos.

## Népesség
A település népessége az elmúlt években az alábbi módon változott:
| Lakosok száma | 608  | 297  | 281  | 240  | 280  | 282  | 285  | 285  | 282  | 266  |
|               | 1968 | 1982 | 1990 | 2006 | 2013 | 2015 | 2017 | 2019 | 2020 | 2022 |